# MV Rozi
MV Rozi – holownik zbudowany w Bristolu w 1958. Pierwotnie nazywał się Rossmore, a później przemianowano go Rossgarth. W 1981 został sprzedany do Tug Malta jako Rozi i operował w Grand Harbour. Po wycofaniu z eksploatacji został zatopiony koło Ċirkewwy jako sztuczna rafa. Jest to obecnie jedno z najpopularniejszych miejsc nurkowych na Malcie.

## Historia
MV „Rozi” został zbudowany w Bristolu w 1958 przez firmę Charles Hill & Sons Ltd. Odbiorcą był Warren Johnston Lines Ltd z Liverpoolu. Oryginalne imię jednostki brzmiało „Rossmore”. W 1969 została sprzedana firmie Rea Towing Company i przemianowana na „Rossgarth”. W 1972 została sprzedana firmie Mifsud Brothers Ltd i działała dla Malta Ship Towage Ltd, zachowując tę samą nazwę. Opuściła Liverpool i rozpoczęła karierę na Malcie.
W 1981 holownik został sprzedany firmie Tug Malta i został przemianowany na „Rozi”. Po wielu latach działalności w Grand Harbour został wycofany z eksploatacji i sprzedany firmie Captain Morgan Cruises. We wrześniu 1992 statek został zatopiony obok Ċirkewwy jako atrakcja dla podwodnych wycieczkach safari. Wycieczki te już się nie odbywają, ale wrak jest obecnie popularnym miejscem nurkowym, które przyciąga setki entuzjastów nurkowania z całego świata.

## Miejsce nurkowe
Wrak „Rozi” leży prosto na piaszczystym dnie, na głębokości 36 metrów. Jest nienaruszony, z wyjątkiem silników i śruby napędowej. Wrak jest pełen życia morskiego, występują w nim m.in. prażmowate, skorpenowate, coris i apogonowate.
Miejsce to jest łatwo dostępne z pobliskiego portu Ċirkewwa i znajduje się w pobliżu wraku łodzi patrolowej „P29”.